# Meslin
Pour les articles homonymes, voir Meslin (homonymie).
Meslin [melɛ̃] est une ancienne commune française située dans le département des Côtes-d'Armor en région Bretagne, devenue, le 1er janvier 2016, une commune déléguée de la commune nouvelle de Lamballe, puis commune déléguée de Lamballe-Armor le 1er janvier 2019.

## Géographie

### Localisation
La commune de Meslin est située à l'ouest de Lamballe. Elle est constituée de plusieurs hameaux et de fermes espacées sur tout le terroir communal.
L'altitude moyenne est de 70 mètres et le climat océanique.

### Hydrographie
La commune est arrosée par deux cours d'eau :
- L'Evron, à l'ouest, affluent du Gouessant, baigne Trégenestre et le Moulin de Cargouët
- Le ruisseau de la Truite à l'est, au lit encaissé dans de verdoyantes petites gorges et qui forme la frontière avec la commune de Lamballe.

### Hameaux et lieux-dits
- Meslin, où se trouve la mairie ;
- Trégenestre ;
- le Bignon ;
- Cargouët ;
- la Tenue Richard ;
- la Tenue Marochain ;
- les Mancheliots ;
- le Petit Launay ;
- la Croix d'Hya ;
- le Haut Coëtdiguen ;
- Quartier Bourchonnet ;
- Quartier de La Touche ;
- Lauverdet ;
- la Roche ;
- les Couches ;
- la Ville Auvrais ;
- la Forge ;
- Beau Soleil.

## Toponymie
Le nom de la localité est attesté sous les formes Mieslin en 1121, Meslin et Miellinau début du XIVe siècle, Parrochia de Mieslin en 1309, Miellin vers 1330, Melin en 1368, Meslin en 1427, Melin en 1490.
Meslin vient, semble-t-il, du breton mez (champ) et lenn (étang),.

## Histoire

### LeXIXesiècle
- En 1823, la commune de Trégenestre est rattachée à celle de Meslin.

### LeXXesiècle

#### Les guerres duXXesiècle
Le monument aux Morts comporte 32 noms :
- 27 pour la Première Guerre mondiale.
- 5 pour la Seconde Guerre mondiale : deux tués en 1940, un prisonnier de guerre et deux jeunes requis pour le Service du Travail Obligatoire.

Il existe également un Monument Aux Morts à Trégenestre qui comporte 29 noms :
- 28 pour la Première Guerre mondiale.
- 1 pour la Seconde Guerre mondiale : un civil exécuté le 5 août 1944 à Hénon, à l'entrée de Moncontour.

## Politique et administration

### Liste des maires
| Période                                  | Période                  | Identité                     | Étiquette | Qualité                                    |
| ---------------------------------------- | ------------------------ | ---------------------------- | --------- | ------------------------------------------ |
| Les données manquantes sont à compléter. |                          |                              |           |                                            |
|                                          | 15 mai 1904              | Louis Mahé                   |           |                                            |
| 15 mai 1904                              | 19 mai 1912              | Pierre Vivier                |           |                                            |
| 19 mai 1912                              | 13 décembre 1919         | Louis Domrault               |           |                                            |
| 13 décembre 1919                         | 20 janvier 1922 (décès)  | Pierre Vivier                |           |                                            |
| février 1922                             | 19 mai 1935              | François Briend              |           |                                            |
| 19 mai 1935                              | 25 décembre 1939 (décès) | Joseph Moinet                |           |                                            |
| 25 décembre 1939                         | 9 novembre 1947          | Toussaint Guillet            |           |                                            |
| 9 novembre 1947                          | 1er février 1948         | Pierre Chapelain (1908-1967) |           |                                            |
| 1er février 1948                         | 9 mai 1953               | Ollivier Lesné               |           |                                            |
| 9 mai 1953                               | 31 juillet 1967 (décès)  | Pierre Chapelain (1908-1967) |           |                                            |
| 16 septembre 1967                        | mars 1989                | Francis Denis                |           | Agriculteur Adjoint au maire (1960 → 1967) |
| mars 1989                                | 28 mars 2014             | Jacqueline Carpier           | UMP       | Adjointe administrative retraitée          |
| 28 mars 2014                             | 31 décembre 2015         | Jean François Bréhant        | SE        | Retraité, sculpteur                        |

| Période      | Période  | Identité              | Étiquette | Qualité |
| ------------ | -------- | --------------------- | --------- | ------- |
| janvier 2016 | En cours | Jean François Bréhant |           |         |

### Jumelages
- Meslin-l'Évêque (Belgique) depuis 1980.

## Population et société

### Démographie
L'évolution du nombre d'habitants est connue à travers les recensements de la population effectués dans la commune depuis 1793. À partir du 1er janvier 2009, les populations légales des communes sont publiées annuellement dans le cadre d'un recensement qui repose désormais sur une collecte d'information annuelle, concernant successivement tous les territoires communaux au cours d'une période de cinq ans. 
Pour les communes de moins de 10 000 habitants, une enquête de recensement portant sur toute la population est réalisée tous les cinq ans, les populations légales des années intermédiaires étant quant à elles estimées par interpolation ou extrapolation. Pour la commune, le premier recensement exhaustif entrant dans le cadre du nouveau dispositif a été réalisé en 2004,.
En 2014, la commune comptait 981 habitants, en évolution de +6,4 % par rapport à 2008 (Côtes-d'Armor : +1,68 %, France hors Mayotte : +2,49 %).
| 1793 | 1800 | 1806 | 1821 | 1831 | 1836 | 1841 | 1846 | 1851 |
| ---- | ---- | ---- | ---- | ---- | ---- | ---- | ---- | ---- |
| 720  | 602  | 837  | 702  | 830  | 824  | 896  | 965  | 968  |

| 1856  | 1861  | 1866 | 1872 | 1876 | 1881 | 1886 | 1891 | 1896 |
| ----- | ----- | ---- | ---- | ---- | ---- | ---- | ---- | ---- |
| 1 028 | 1 016 | 935  | 918  | 961  | 942  | 951  | 973  | 953  |

| 1901 | 1906 | 1911 | 1921 | 1926 | 1931 | 1936 | 1946 | 1954 |
| ---- | ---- | ---- | ---- | ---- | ---- | ---- | ---- | ---- |
| 903  | 951  | 903  | 784  | 719  | 709  | 679  | 656  | 645  |

| 1962 | 1968 | 1975 | 1982 | 1990 | 1999 | 2004 | 2009 | 2013 |
| ---- | ---- | ---- | ---- | ---- | ---- | ---- | ---- | ---- |
| 594  | 571  | 533  | 566  | 655  | 700  | 827  | 955  | 995  |

| 2014 | - | - | - | - | - | - | - | - |
| ---- | - | - | - | - | - | - | - | - |
| 981  | - | - | - | - | - | - | - | - |

## Économie
- Les habitants de la commune travaillent en grande partie à Lamballe ou à Saint-Brieuc (migrations pendulaires).
- Activités sur la commune : quelques services de proximité, administrations, artisanat, activités agricoles (élevage porcin, fermes, serres, prairies, production de légumes).

## Culture locale et patrimoine
Megalithique lande gras meslin 5.png

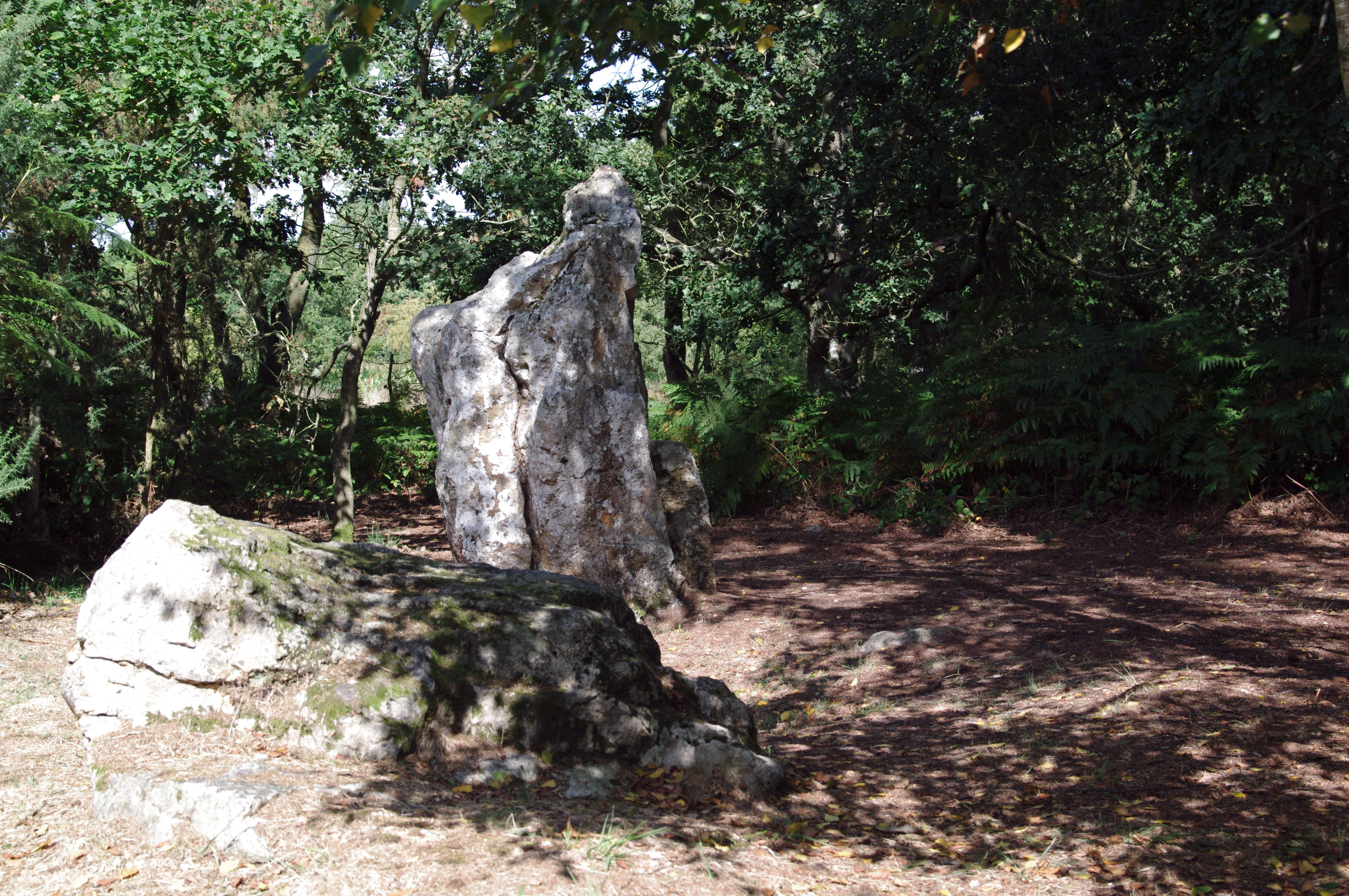
Menhir dit La Chaise à Margot sur le site mégalithique de la Lande du Gras.

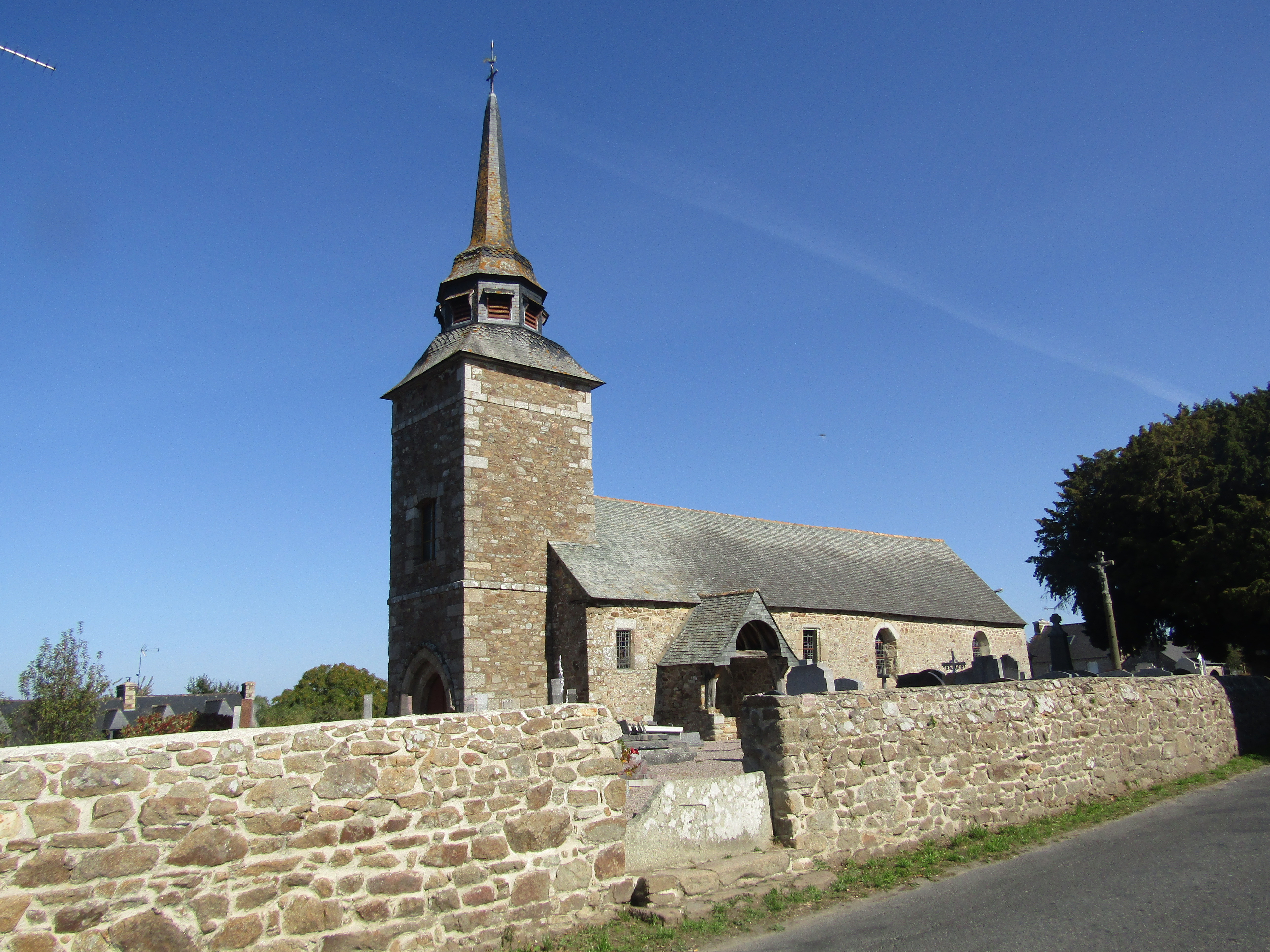
L'église Saint-Louis de Trégenestre.

### Lieux et monuments
- L'église Saint-Pierre et Saint-Paul, du XIVe au XVIIIe siècle, avec un magnifique retable à 4 étages du XVIIe siècle.
- Le site mégalithique de la Lande du Gras : l'ensemble du site est inscrit au titre des monuments historiques en 1996, il comporte trois allées couvertes dont une classée en 1962[12] et deux menhirs dont un appelé la Chaise à Margot.
- L'église de Trégenestre et son ancien presbytère.
- Le manoir de Carlan.
- Le château (en ruine) de Cargouët, inscrit au titre des Monuments historiques en 1992[13].
- Les croix : à Trégenestre, à Coëtdiguen et aux Cateliers.